# Jakobskirche (Gernsbach)

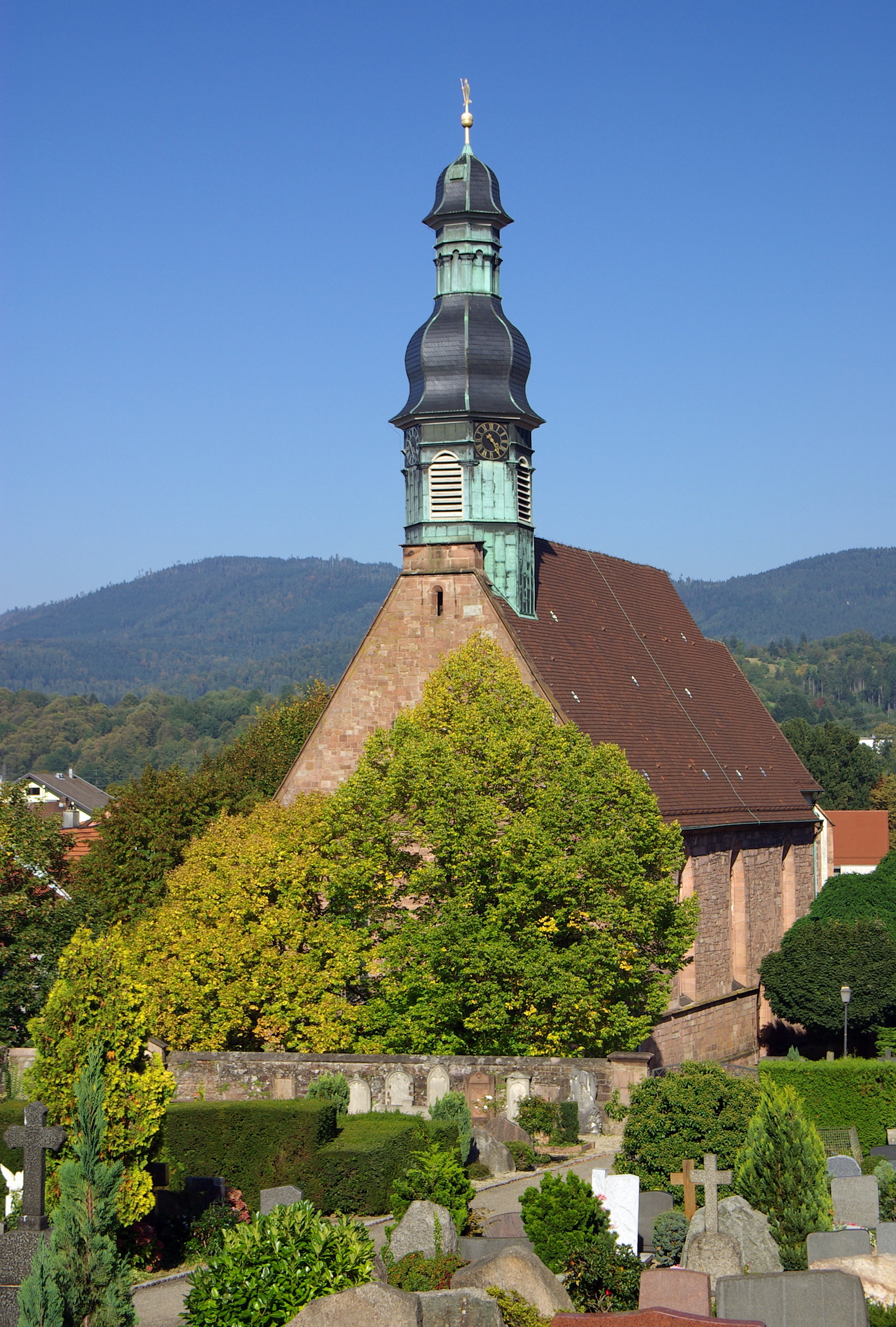
Die Kirche mit dem evangelischen Friedhof im Vordergrund

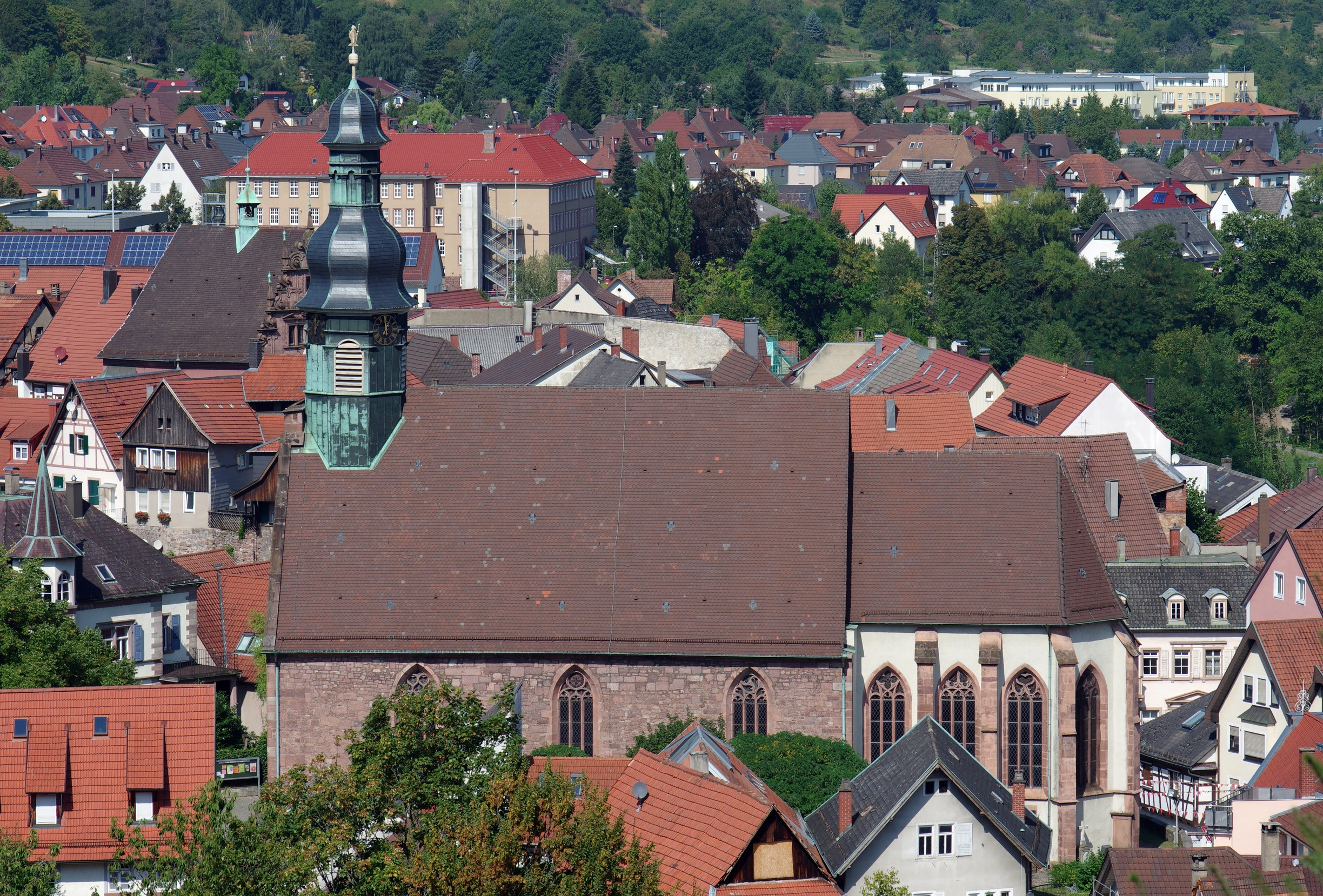
Ansicht von Süden

Die evangelische Jakobskirche ist die erste Kirche von Gernsbach, dem historischen Hauptort des unteren Murgtals im baden-württembergischen Landkreis Rastatt.

## Entstehungs- und Baugeschichte
Im Jahr 1219 wurde der Vorgängerbau der Kirche gemeinsam mit dem Ort Gernsbach erstmals urkundlich erwähnt. Sie entstand in dem auch als Hof bezeichneten Kirchdorf außerhalb der Gernsbacher Stadtmauern auf Allodialbesitz der Grafen von Eberstein. 1243 wurde das Gotteshaus zur selbständigen Pfarrkirche erhoben. In den Jahren 1467–1471 ist der heutige Kirchbau als einschiffige Basilika errichtet worden.
Die Jakobskirche war im Mittelalter die Kirche der Grafen von Eberstein. Als Gernsbach zusammen mit der Grafschaft Eberstein um 1556 zur Reformation überging, wurde die Jakobskirche zum evangelischen Gotteshaus. Die Liebfrauenkirche blieb als katholische Kirche Gernsbachs bestehen. Die konfessionellen Konflikte aufgrund der badisch-ebersteinischen Gemeinherrschaft über die Stadt, der Oberbadischen Okkupation und des Dreißigjährigen Krieges führten zur zeitweiligen Rekatholisierung und Schließung der Jakobskirche (von Januar 1635 bis zum 23. Mai 1639). Ein Abkommen aus dem Jahr 1626 ließ beide Konfessionen in Gernsbach zu. Die bis heute gültige Regelung, die Jakobskirche den Protestanten und die Liebfrauenkirche den Katholiken zuzuweisen, stammt aus dem Jahr 1640.

## Baubeschreibung

### Lage und Äußeres
Die Jakobskirche steht auf einer Erhebung über der Murg an der Ebersteingasse. Gegenüber liegt der Friedhof. Die aus Sandstein erbaute, einschiffige Kirche wird über der Frontfassade mit einem barocken Dachturm aus dem Jahr 1746 bekrönt. Die Wetterfahne zeigt den Patron der Kirche, Jakobus den Älteren, dargestellt als Pilger mit Stab und Wanderhut. Diese Darstellung verweist darauf, dass die Jakobskirche an einem Jakobsweg lag, der aus dem Schwäbischen kommend über das Elsass und das Burgund nach Santiago de Compostela führte.

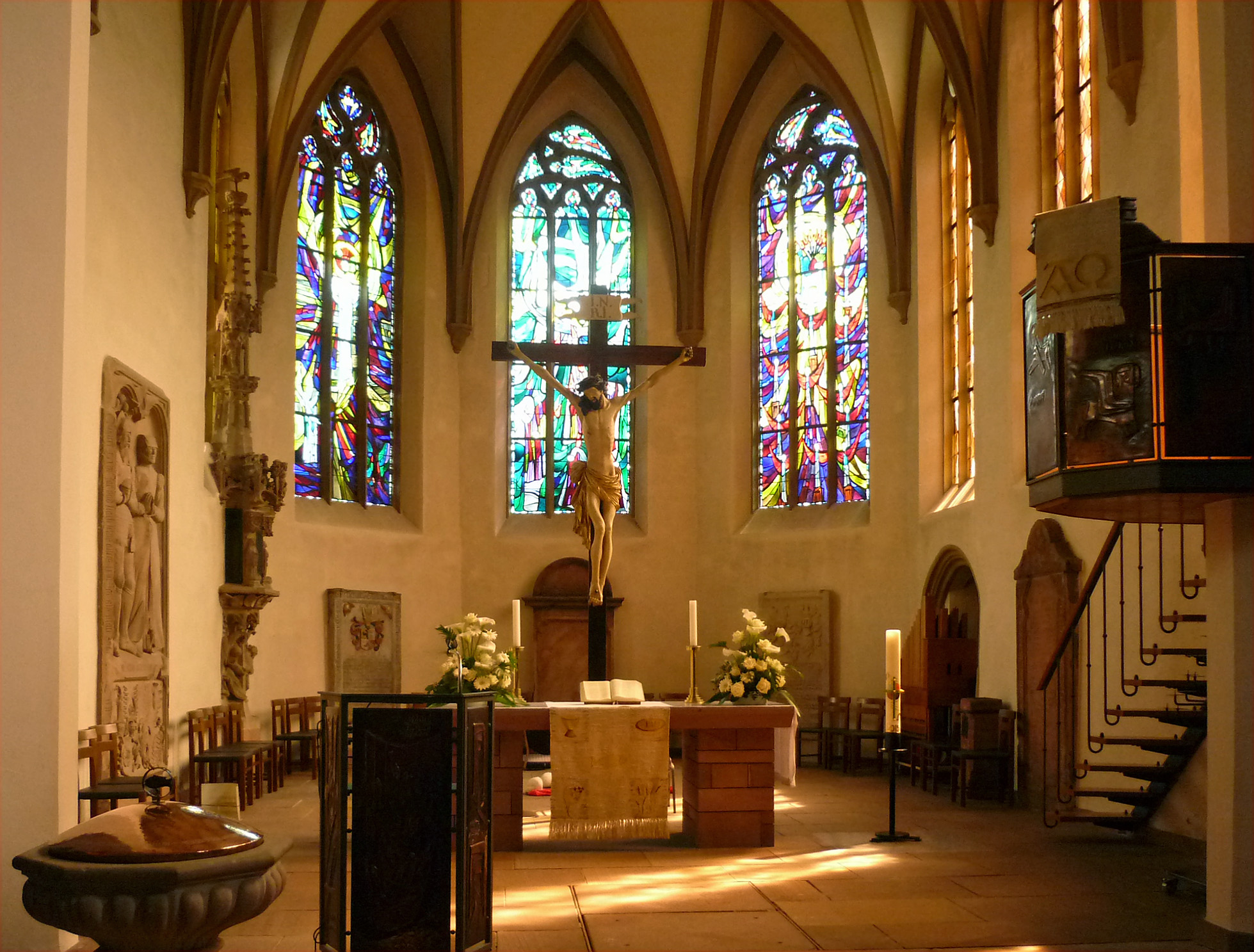
Chorraum

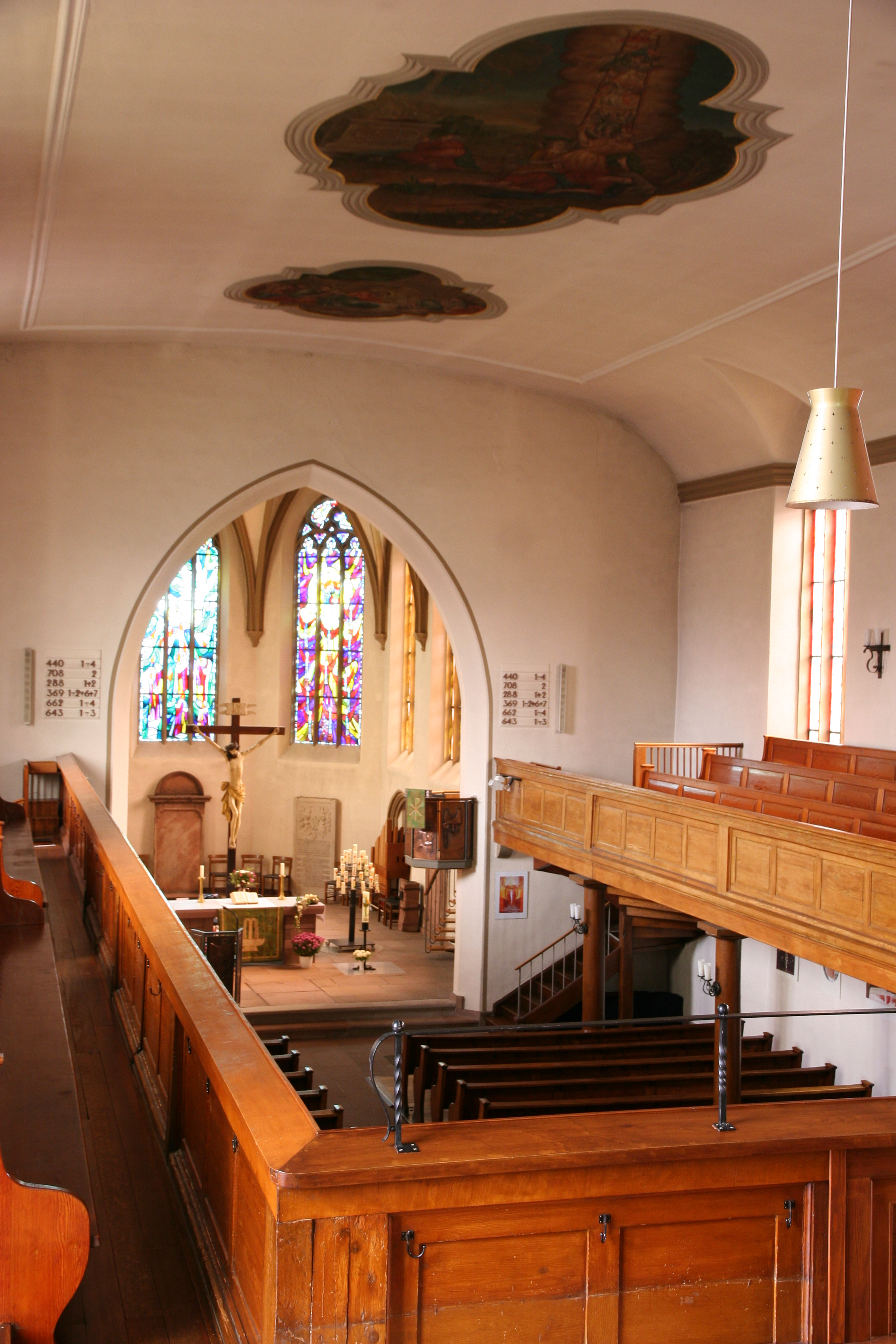
Blick von der Empore

### Innenraum und künstlerische Ausstattung
Über einen Vorraum gelangt der Besucher ins Langhaus der Kirche. Dieses erhielt im Jahr 1771 ein schlichtes Spiegelgewölbe, das mit kleinen Deckenmalereien verziert ist. Aus Platzgründen wurde ins Langhaus eine u-förmige Empore eingebaut. Der Chorraum hat seine spätgotische Gestalt bewahrt. Dominiert wird der Chorraum von einem Christus am Kreuz, das aus dem 16. Jahrhundert stammt und aus Lindenholz geschnitzt ist.
Links im Chorraum ist das Sakramentshäuschen angebracht, das vom Bildersturm der Reformation verschont blieb. Es zeigt auf der Turmspitze einen Pelikan, der seine Jungen mit seinem Blut nährt. Dieses Symbol verweist auf die Selbstaufopferung Christi, an dem die Gläubigen durch das Abendmahl teilhaben können. An der linken Wand ist die Grabplatte von Wilhelm IV. von Eberstein und der Gräfin Johanna von Hanau angebracht. Der achtseitige Taufstein stammt aus dem Jahr 1716 und hat 1960 einen Kupferdeckel erhalten.
Die Kanzel, der Ambo und die farbigen Gläser der Chorfenster sind 1966 erneuert worden. Sie zeigen in moderner Gestaltung mit kräftiger Farbgebung die Auferstehung Christi, Pfingsten sowie die Anbetung des Lammes Gottes nach der Offenbarung des Johannes. Links und rechts der Orgel sind zwei Fenster aus dem Jahr 1883 erhalten geblieben. Das linke zeigt den Markgrafen Philibert von Baden und den Grafen Wilhelm IV. von Eberstein. Das rechte Fenster stellt die Reformatoren Martin Luther und Philipp Melanchthon dar.

### Orgel
Die Orgel wurde 2000 von der Orgelbaufirma Heintz aus Schiltach neu erbaut. Sie ersetzte eine neogotische Orgel, die von der Orgelwerkstatt Weigle 1856 errichtet und 1938 sowie 1955 umgebaut und erweitert wurde.

### Bilder

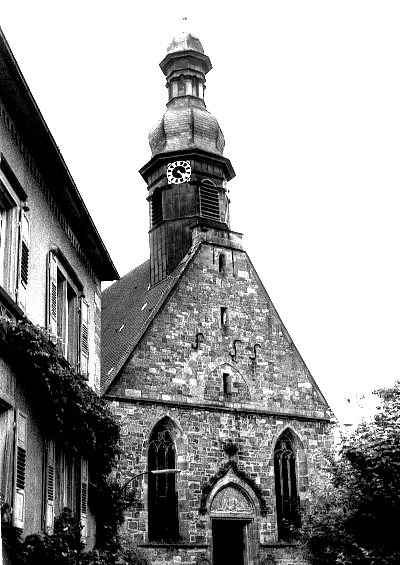
Die Westfassade (1977)
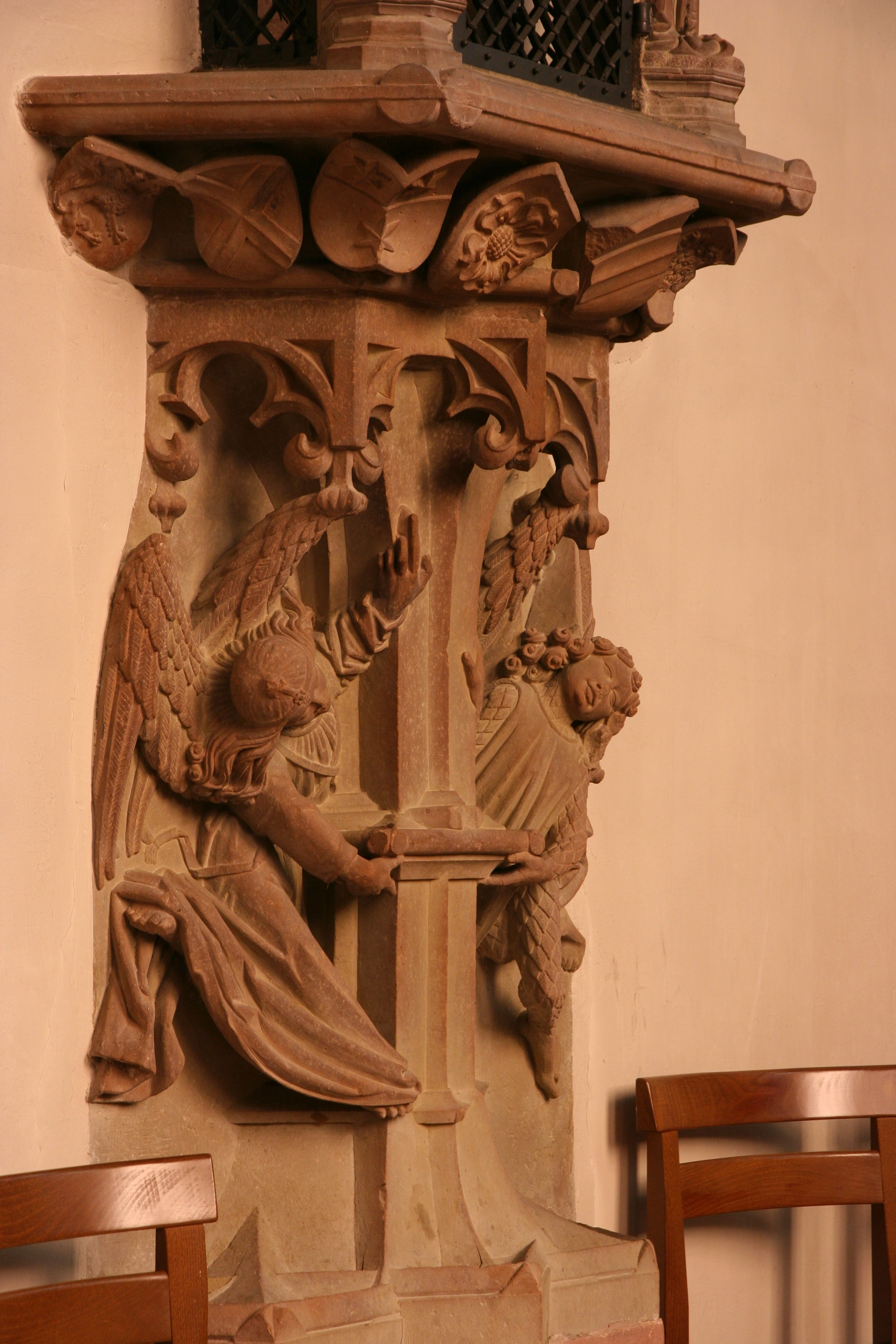
Sakramentshaus, Detail
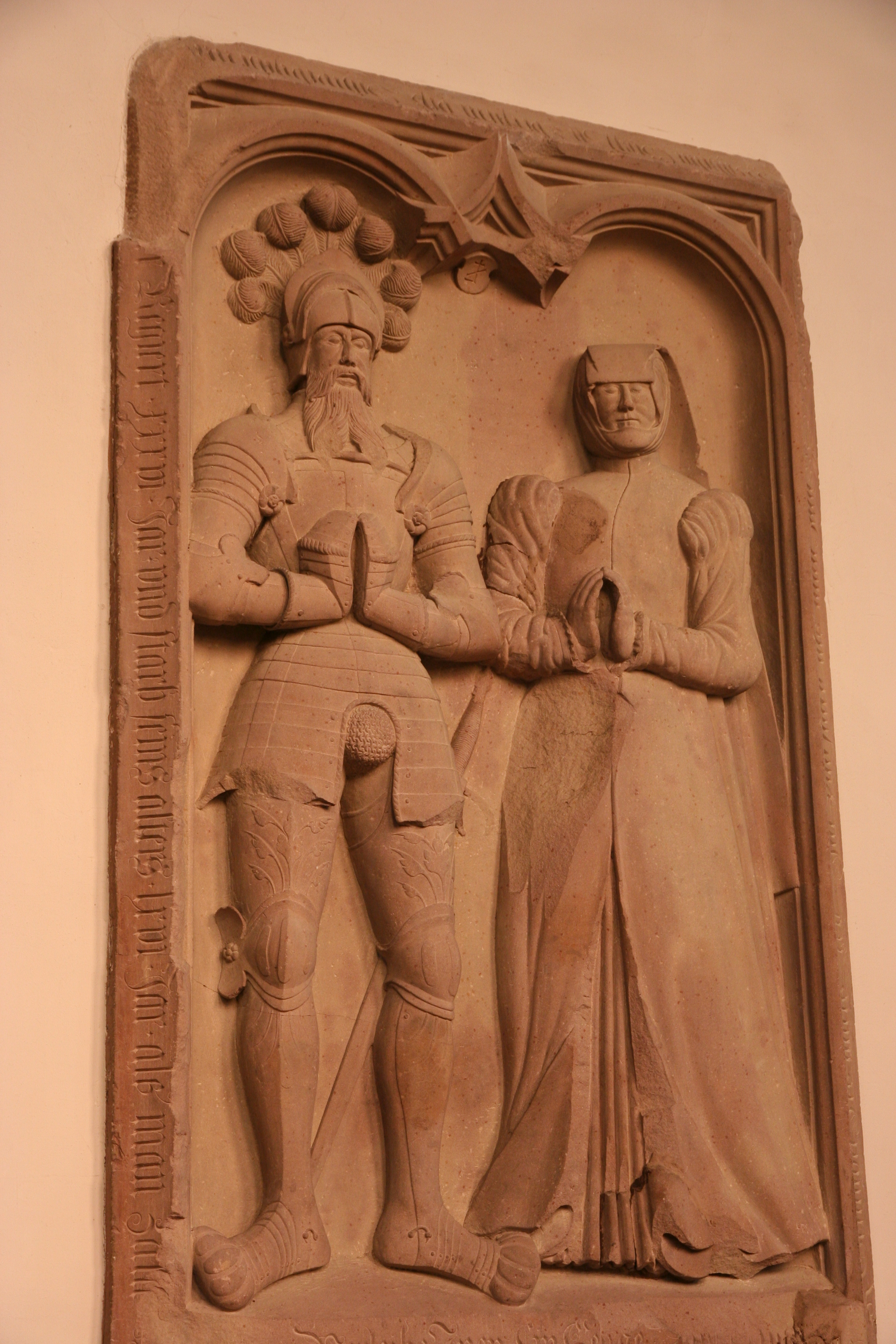
Epitaph für Wilhelm IV. von Eberstein und Johanna von Hanau
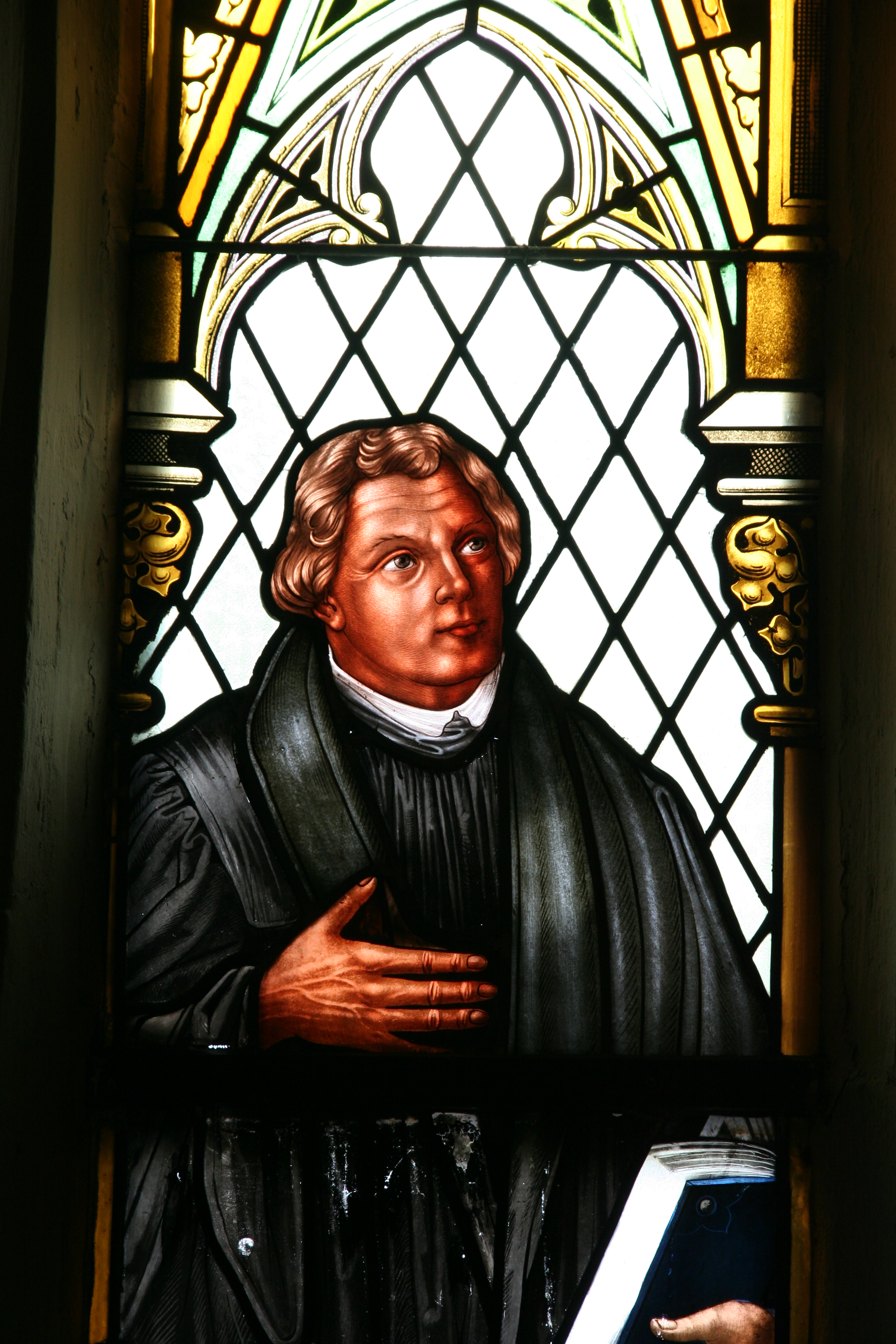
Lutherfenster
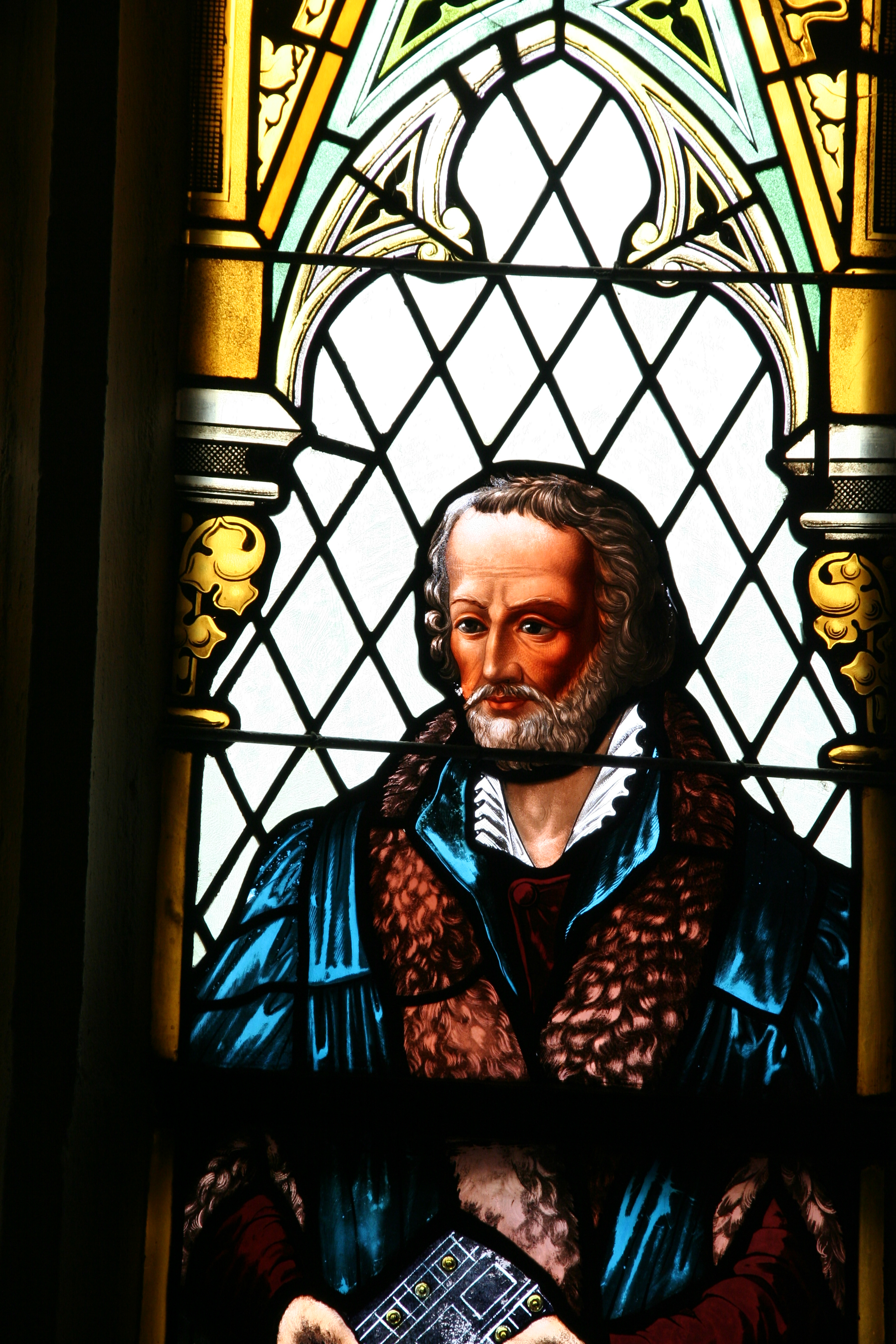
Melanchthonfenster
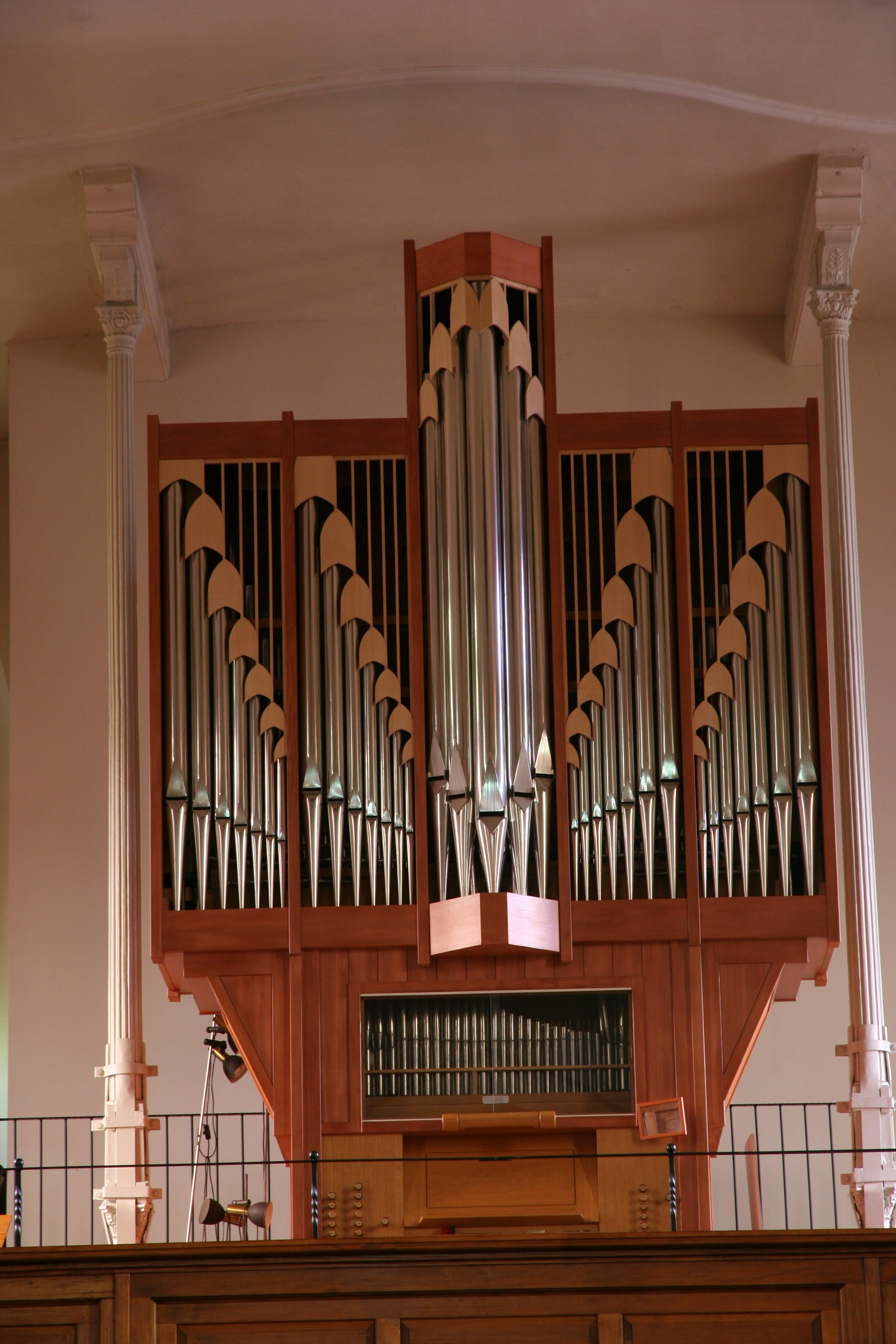
Die Orgel